# Henry Wyndham
Henry Wyndham (12 mai 1790 - 3 août 1860) est un général de l'armée britannique et un homme politique du parti conservateur. Il est député de Cockermouth de 1852 à 1857 et de West Cumberland de 1857 à sa mort en 1860. 

## Biographie
Il est le deuxième fils de George Wyndham, 3e comte d'Egremont (1751 - 1837) et de sa maîtresse Elizabeth Ilive (décédée en 1822), de Petworth House, près de Chichester, et un descendant de John Wyndham qui joue un rôle important dans l'établissement d'une organisation de défense dans le West Country contre la menace d'invasion espagnole. 
Jeune officier, le capitaine d'alors (les officiers de la Garde occupaient le double rang, de sorte qu'un capitaine est également lieutenant-colonel) Henry Wyndham participe à la Bataille de Waterloo en 1815, où il est grièvement blessé. Il participe à la fameuse fermeture des portes d'Hougoumont et aurait été tellement perturbé par l'incident qu'il ne fermerait plus jamais une porte, préférant s'asseoir dans une pièce au son hurlant . 
Des tableaux des batailles de la Bataille de Vitoria et de Waterloo sont commandées par le père de Wyndham à George Jones. Ils sont exposés dans le salon de beauté de Petworth House .